# Флаг Южного административного округа
Флаг Ю́жного администрати́вного о́круга города Москвы Российской Федерации.
Флаг утверждён 17 апреля 2000 года и внесён в Геральдический реестр города Москвы с присвоением регистрационного номера ?.

## Описание
«Флаг Южного административного округа представляет собой прямоугольное полотнище с соотношением ширины к длине как 2:3, диагонально разделённое снизу от древка белой волнистой полосой шириной в 2/15 ширины флага.
В верхней, прилегающей к древку, пурпурной части полотнища золотая патриаршая митра.
В нижней зелёной части полотнища серебряные ворота Свято-Данилова монастыря».

## Обоснование символики
Белая волнистая полоса символизирует Москву-реку, протекающую по территории округа.
Золотая патриаршая митра в пурпурном поле символизирует связь духовной и светской жизни.
Серебряные ворота Данилова монастыря в зелёном поле символизируют первую, как в прошлом, так и в настоящем, обитель города Москвы, имеющую статус духовно-административного центра.

## См. также

Флаги внутригородских муниципальных образований в Южном административном округе
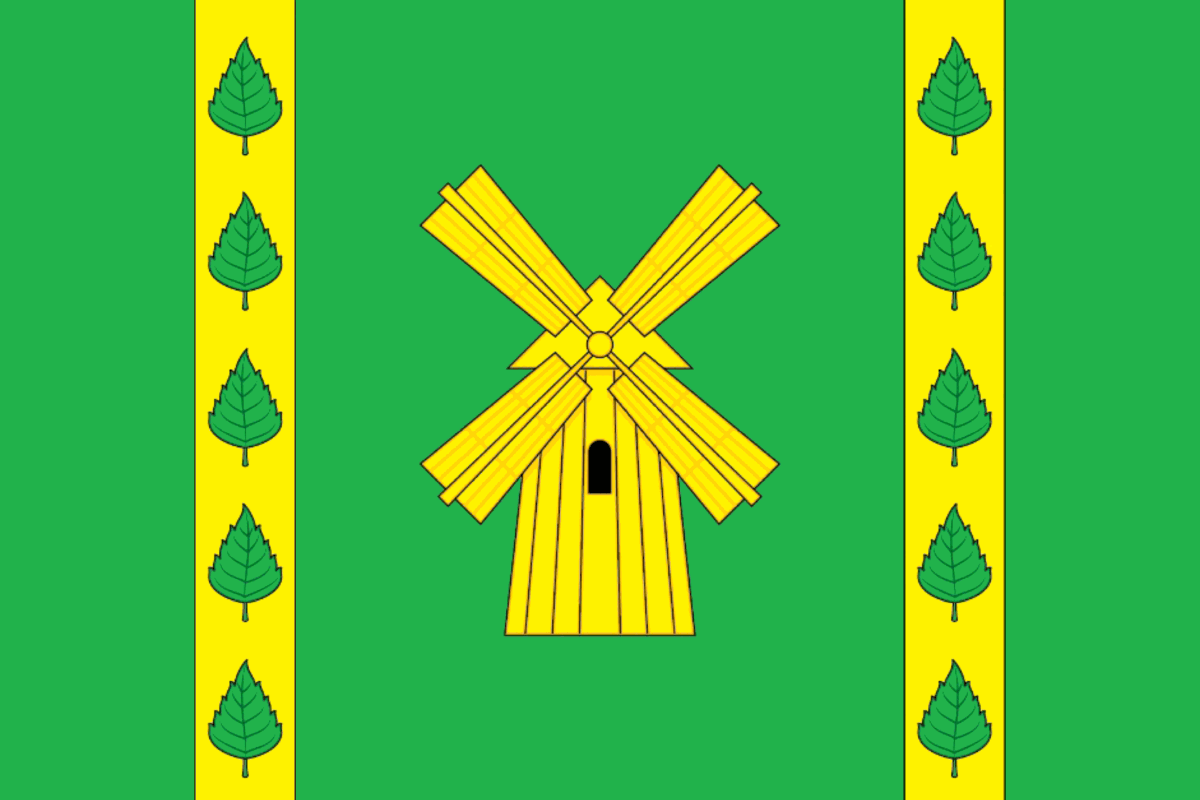
Бирюлёво Восточное
Бирюлёво Западное
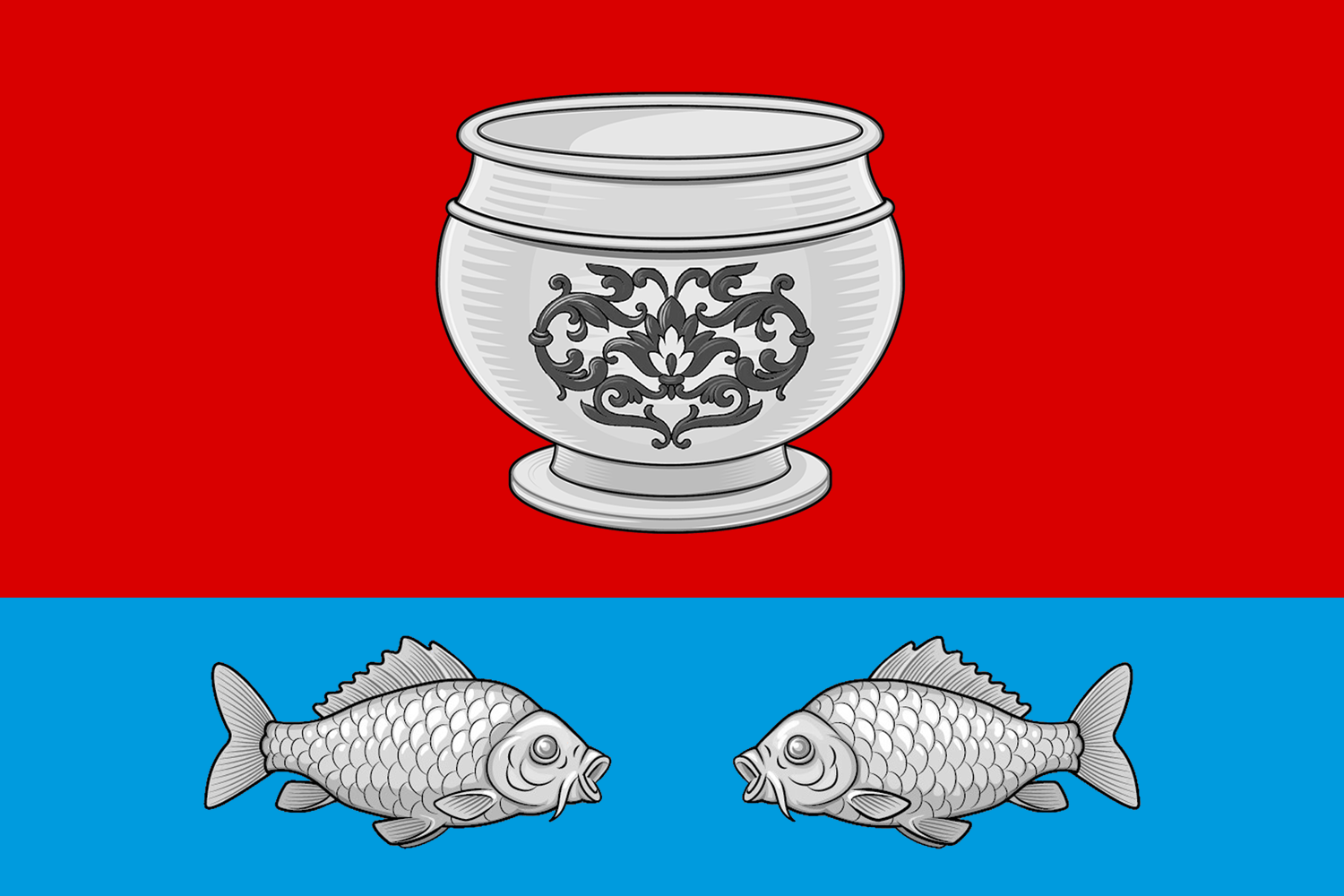
Братеево
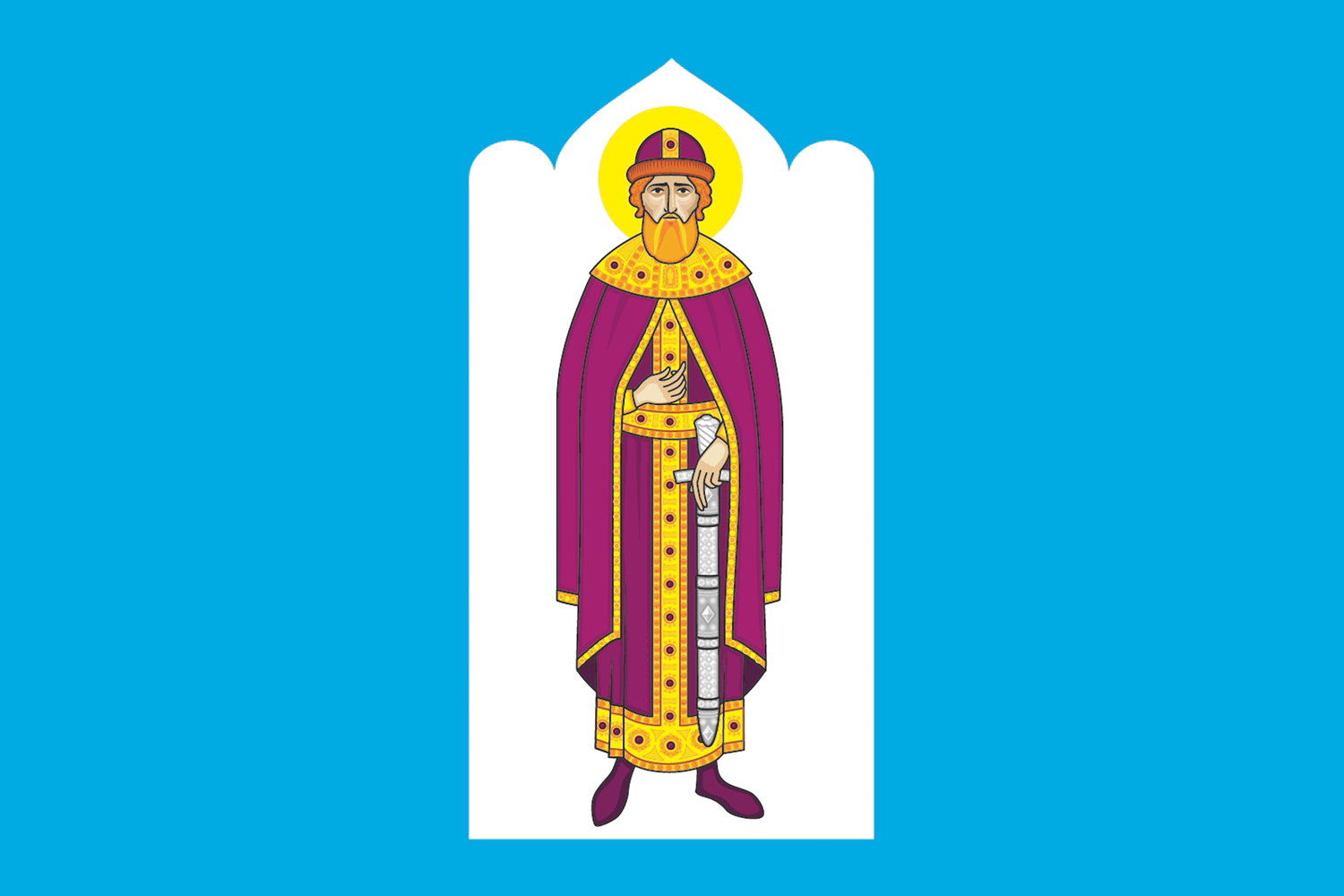
Даниловское
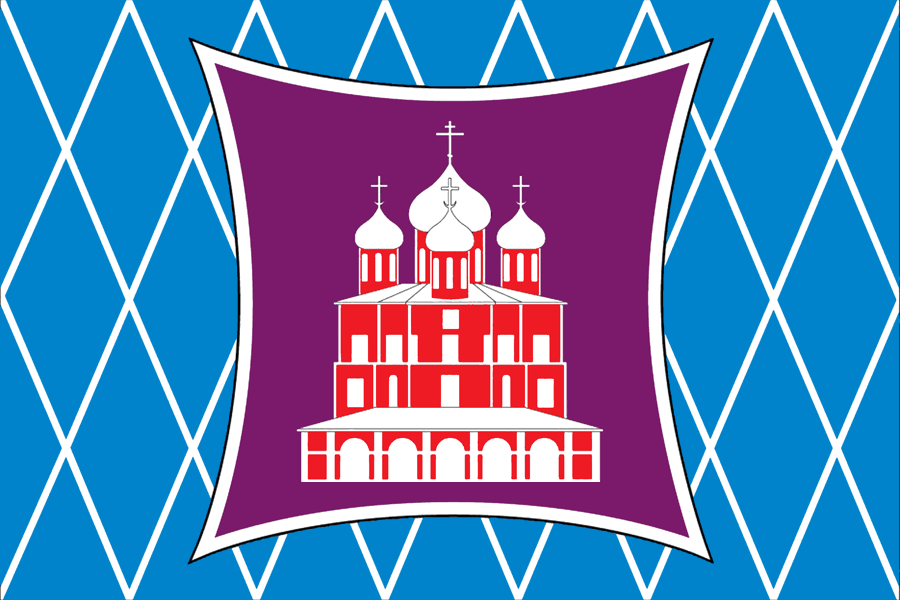
Донское
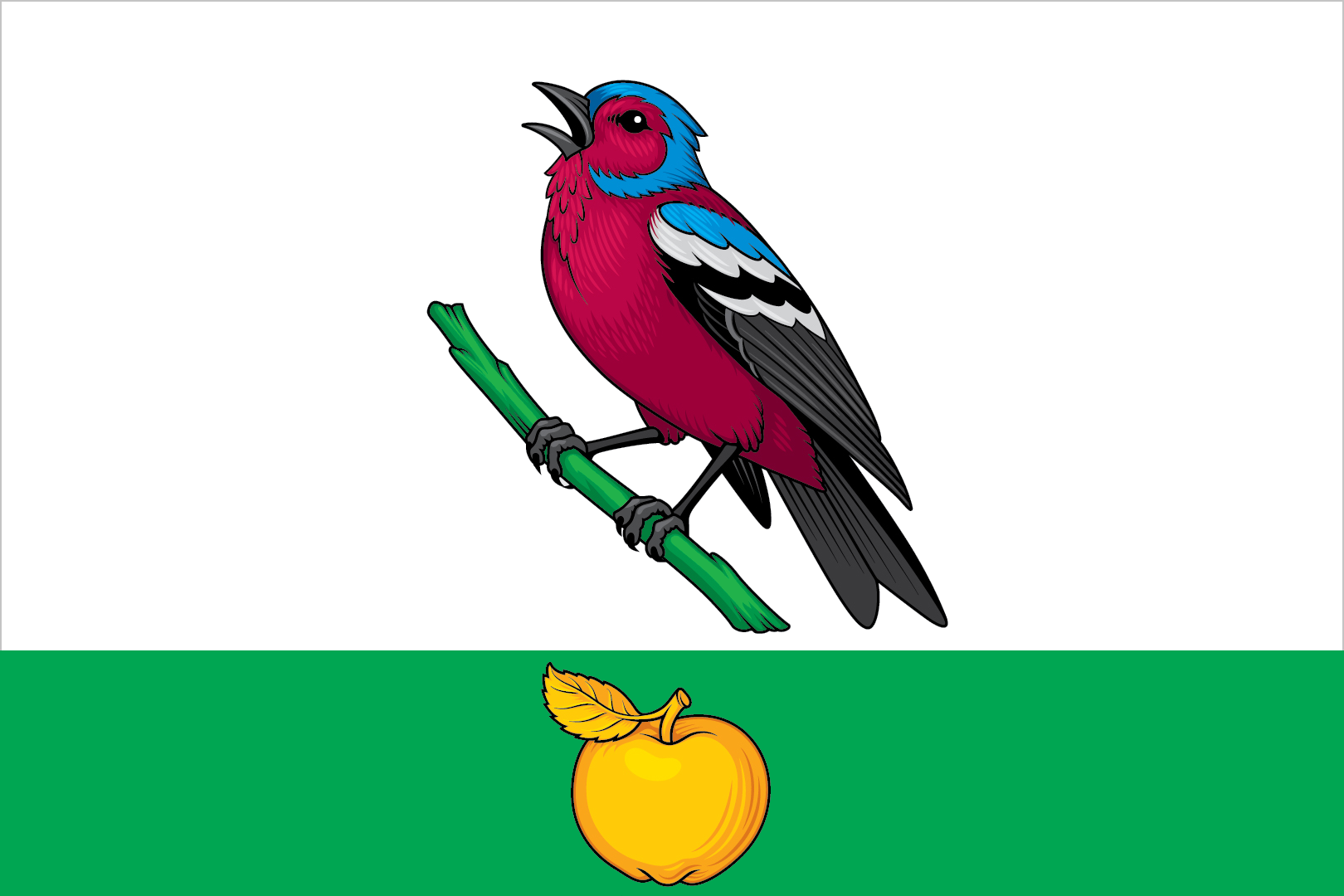
Зябликово
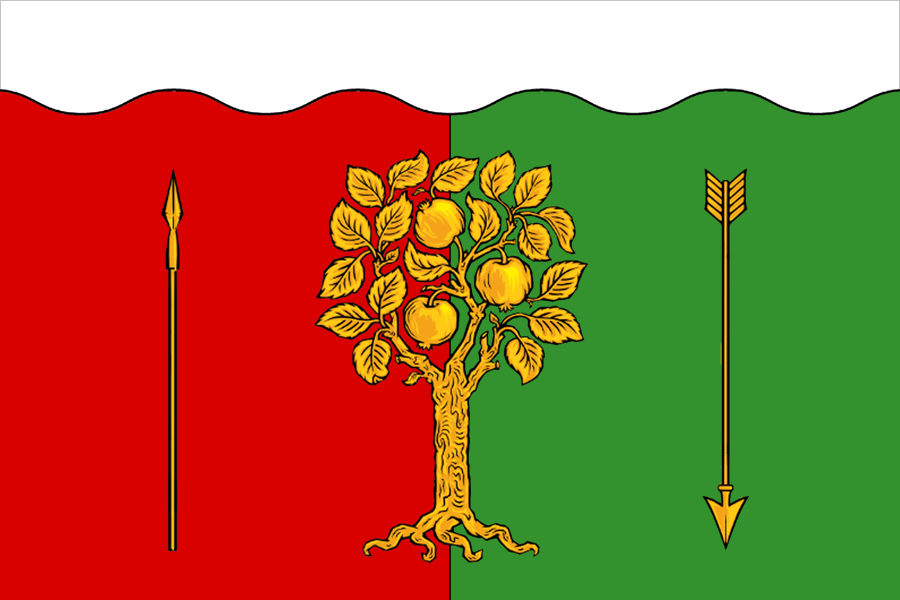
Москворечье-Сабурово
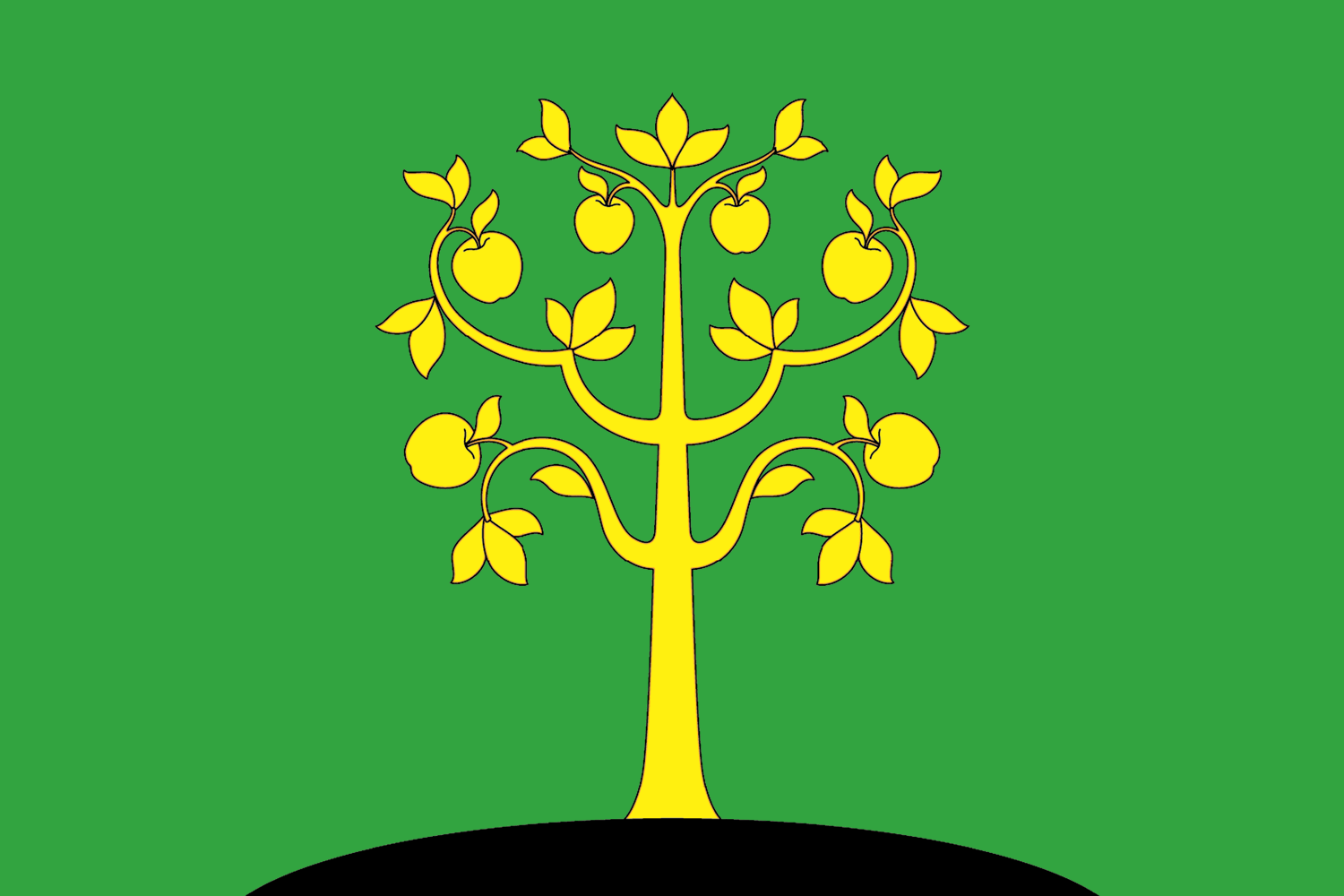
Нагатино-Садовники
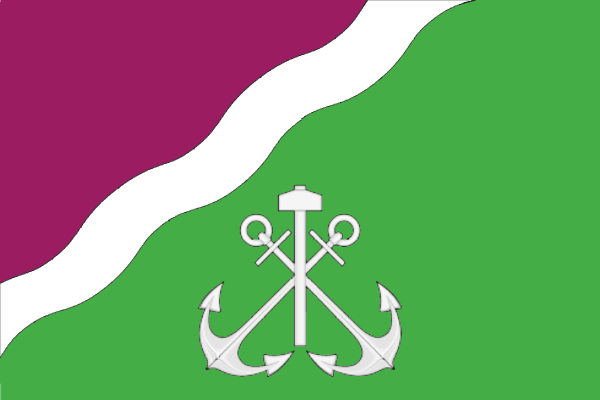
Нагатинский Затон
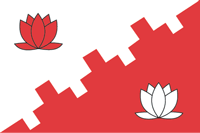
Нагорное
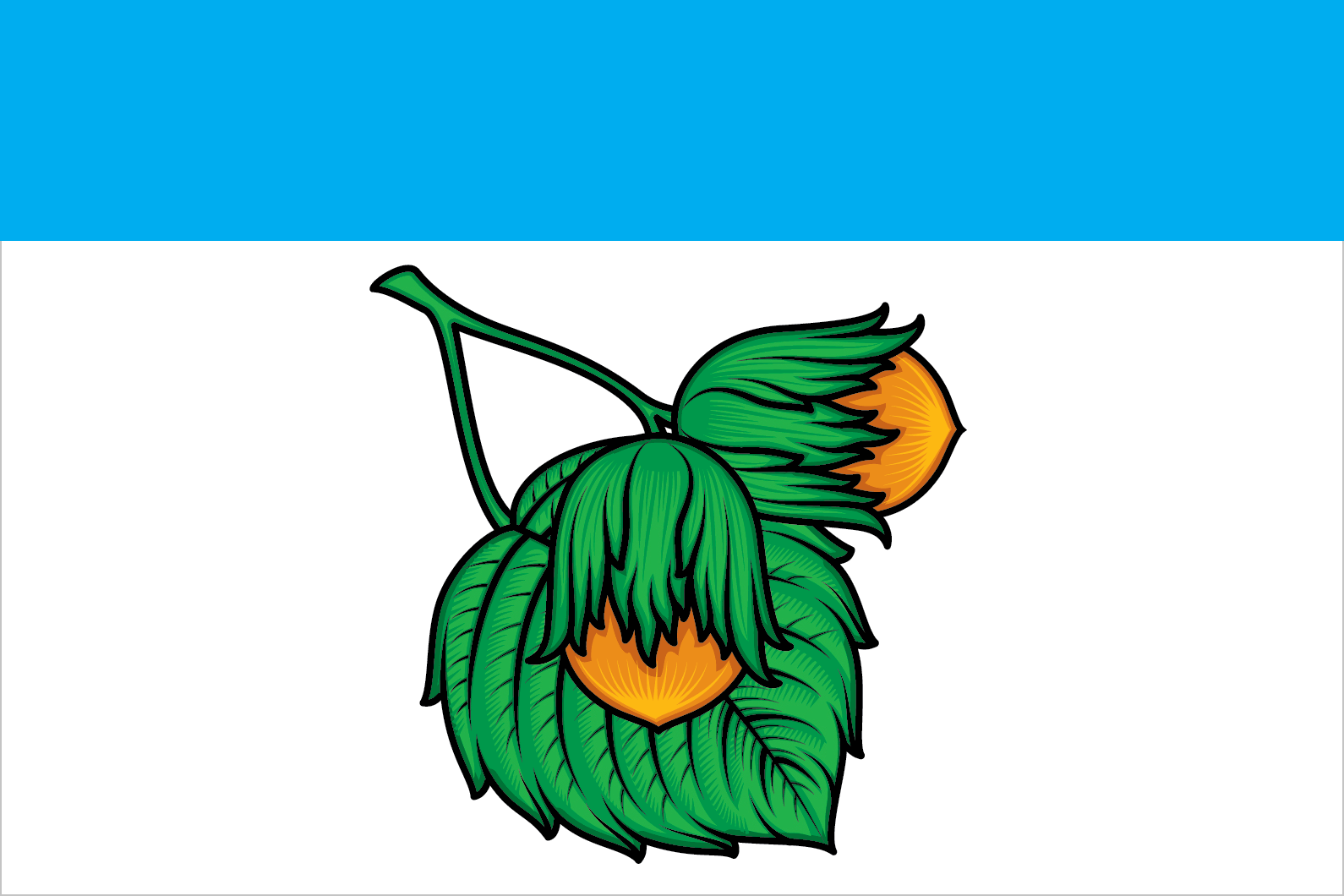
Орехово-Борисово Северное
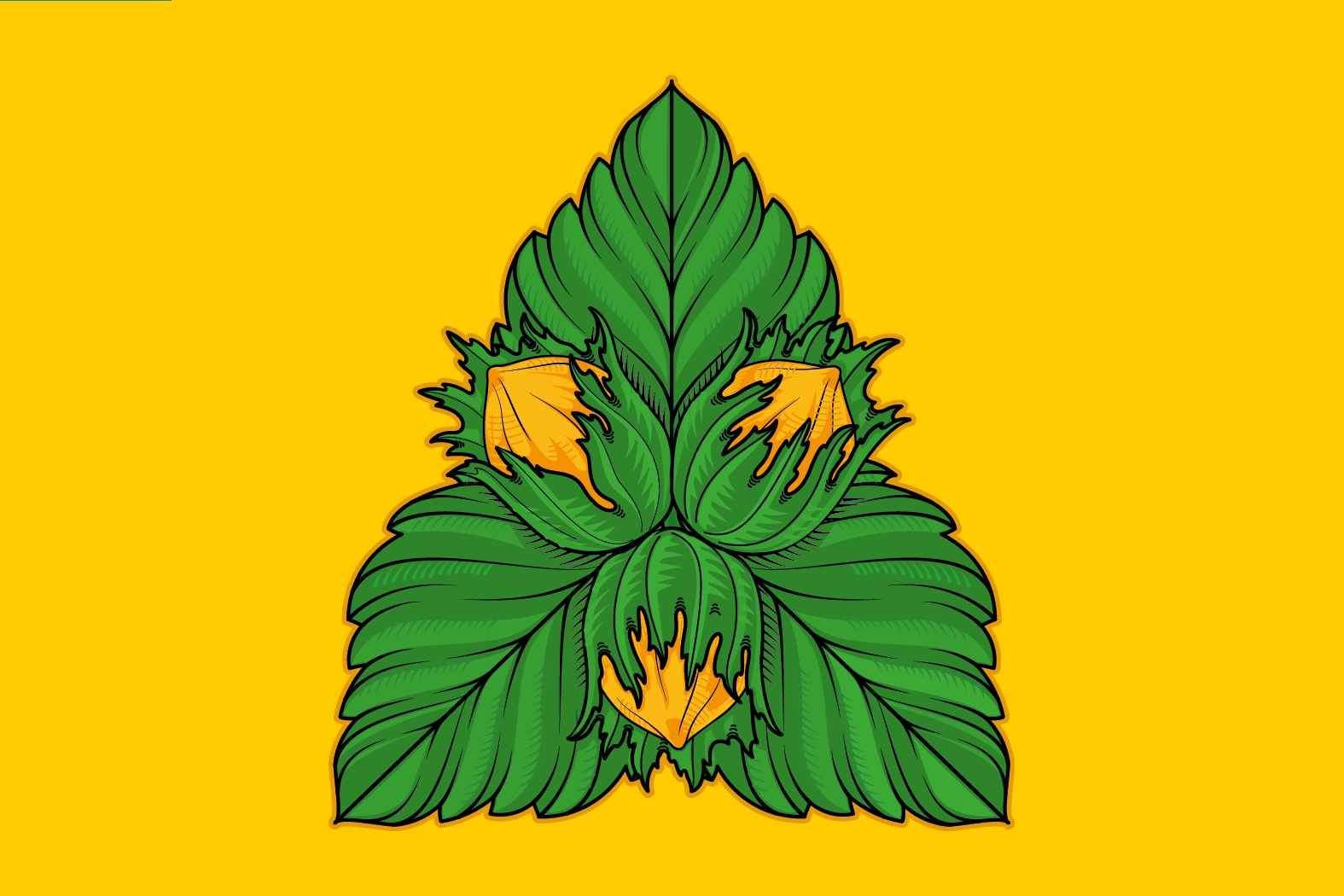
Орехово-Борисово Южное
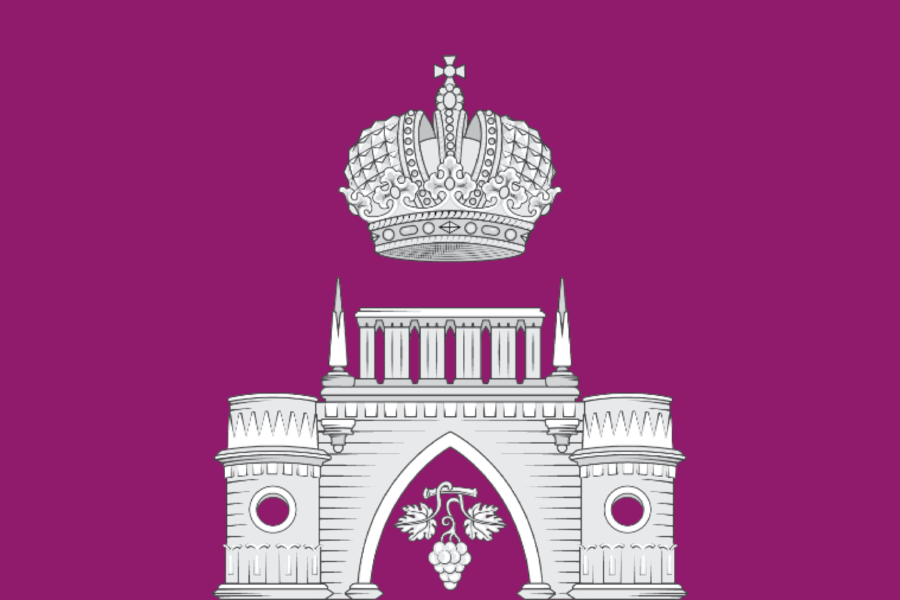
Царицыно
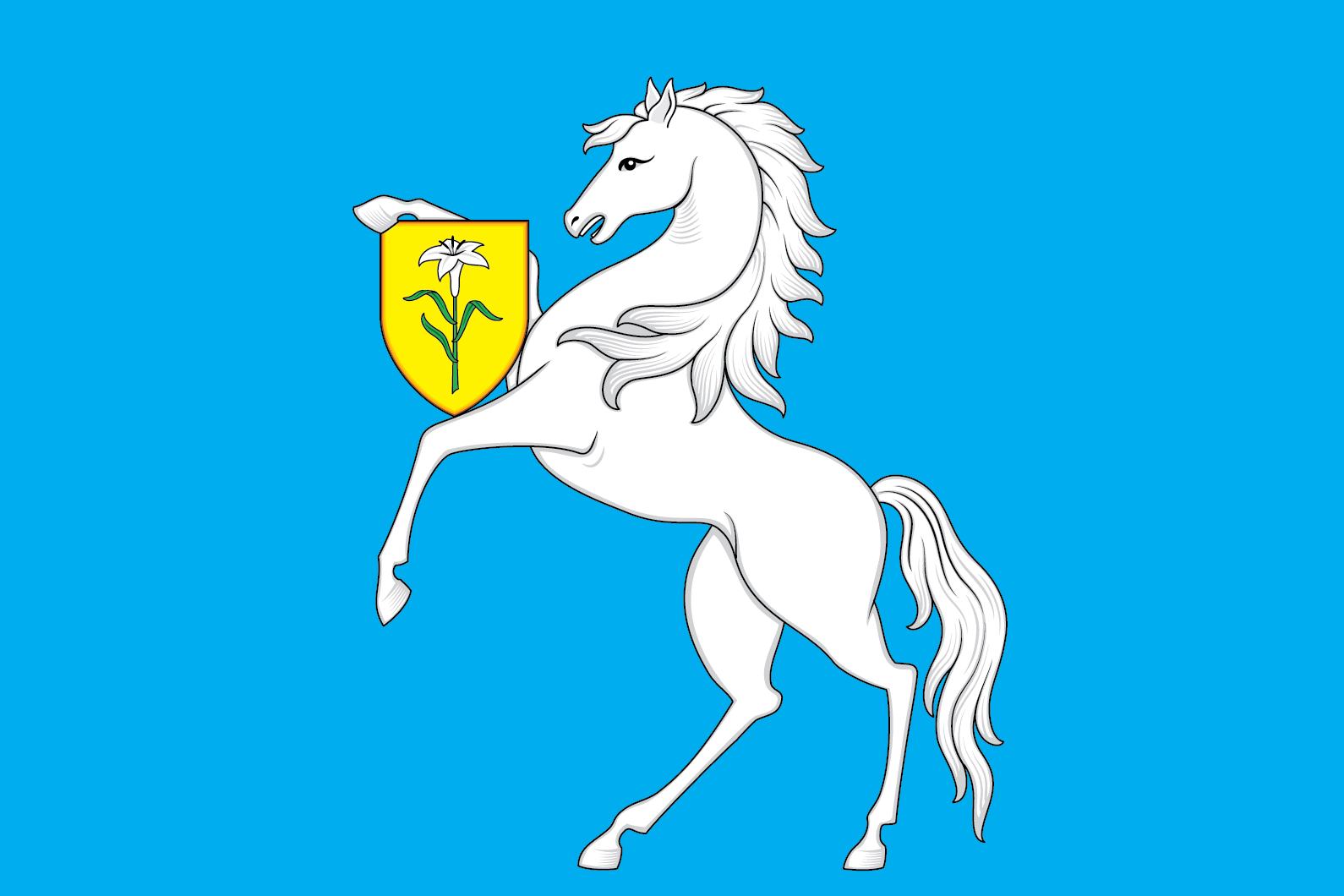
Чертаново Северное
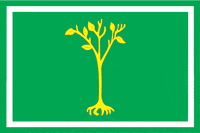
Чертаново Центральное
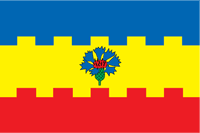
Чертаново Южное